# Blankvapen

Korsade blankvapen: svärd/stångvapen

Blankvapen är vapen med klinga eller blad tillverkad av metall och som används genom att sticka, skära eller hugga.
Exempel på sådana vapen är kniv, svärd, värja, sabel, bajonett.